# 수니디 차우한
수니디 차우한(힌디어: सुनिधि चौहान, 1983년 8월 14일 ~ )은 인도의 플레이백 싱어이다.